# (6209) Schwaben
(6209) Schwaben ist ein Asteroid des Hauptgürtels, der am 12. Oktober 1990 von den deutschen Astronomen Freimut Börngen und Lutz D. Schmadel an der Thüringer Landessternwarte Tautenburg (IAU-Code 033) in Thüringen entdeckt wurde.
Der Asteroid wurde nach der historischen Landschaft Schwaben in Südwestdeutschland benannt, deren Bezeichnung bis heute in der Gebrauchssprache sowohl für den (Kultur-)Raum als auch für die im Gebiet lebende, überwiegend Schwäbisch sprechende Bevölkerung verwendet wird und dessen Name auf das mittelalterliche Herzogtum Schwaben und auf den frühneuzeitlichen Schwäbischen Reichskreis zurückgeht.
Der Himmelskörper gehört zur Nysa-Gruppe, einer nach (44) Nysa benannten Gruppe von Asteroiden (auch Hertha-Familie genannt, nach (135) Hertha).